# Nathan Shawn Michael Wanya
Albums de Boyz II Men
The Ballad Collection
(2000) Legacy: The Greatest Hits Collection
(2001)
Nathan Michael Shawn Wanya est un album du groupe de RnB américain Boyz II Men sorti en 2000. Ce fut le premier album sur lequel ils purent contrôler le processus de création mais sera cependant l'unique album qu'ils feront pour le label Universal Records. Les deux singles extraits de cet album, "Pass You By" and "Thank You In Advance", eurent des résultats dans les classements en deçà des attentes.

## Liste des titres
1. "Beautiful Women"
2. "Step On Up"
3. "Good Guy"
4. "Bounce, Shake, Move, Swing"
5. "What The Deal"
6. "I Finally Know"
7. "Pass You By"
8. "Dreams"
9. "I Do"
10. "Thank You In Advance"
11. "Never Go Away"
12. "Lovely"
13. "Know What You Want"
14. "Do You Remember"

## Liste des titres (Version japonaise)
1. "Beautiful Women"
2. "Step On Up"
3. "Good Guy"
4. "Bounce, Shake, Move, Swing"
5. "What The Deal"
6. "I Finally Know"
7. "Pass You By"
8. "Dreams"
9. "I Do"
10. "Thank You In Advance"
11. "Never Go Away"
12. "Lovely"
13. "Know What You Want"
14. "Do You Remember"
15. "I Miss You" (Bonus Japanese Track)
16. "Marry Me" (Bonus Japanese Track)
17. "Darlin'" (Bonus Japanese Track)